# Jordan Williams (cyclisme)
Pour les articles homonymes, voir Jordan Williams et Williams.
Robert Jordan Williams, né le 21 juillet 2004, est un cycliste britannique, originaire d'Angleterre. Il est spécialiste de VTT de descente.

## Biographie
Avec le Canadien Jackson Goldstone, qui a le même âge, Jordan Williams domine les courses de descente chez les juniors (17/18 ans) en 2021 et 2022. En deux ans, il remporte cinq manches et se classe quatre fois à la deuxième place sur des manches de la Coupe du monde de descente juniors. Au classement général, il termine à chaque fois deuxième, derrière Goldstone. Aux mondiaux juniors, il est médaillé d'agent en 2021, battu par Goldstone, puis devient champion du monde de descente juniors en 2022. Il est également champion d'Europe de descente juniors en 2021.
En 2023, Williams remporte à Lenzerheide son premier succès en Coupe du monde lors de sa toute première participation chez les élites.

## Palmarès

### Championnats du monde
- Val di Sole 2021
  -  Médaillé d'argent de la descente juniors
- Vallnord 2022
  -  Champion du monde de descente juniors

### Coupe du monde
- Coupe du monde de descente juniors
  - 2021 : 2e du classement général, vainqueur de deux manches
  - 2022 : 2e du classement général, vainqueur de trois manches

- Coupe du monde de descente
  - 2023 : 14e du classement général, vainqueur d'une manche
  - 2024 : 29e du classement général

### Championnats d'Europe
- Maribor 2021
  -  Champion d'Europe de descente juniors